# 枷項

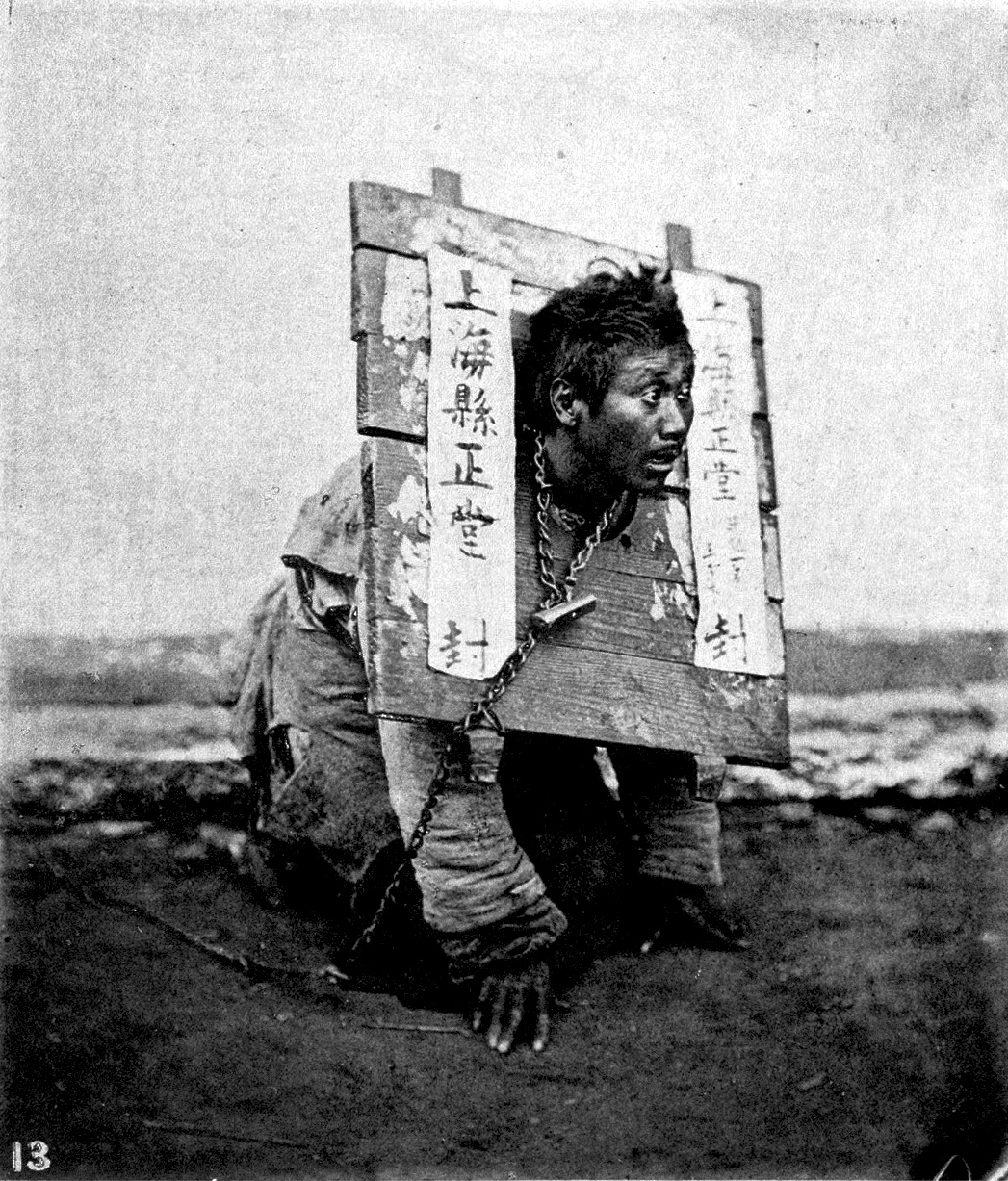
John Thomson 在清代晚期中國（上海縣）所攝之戴枷成年男性。

枷是一種在20世紀初期之前常見於東亞和東南亞等地區，用於公開羞辱和身體刑罰的（酷刑）器具。它對肢體活動造成限制，戴枷的人可能因無法進食而餓死。

## 歷史
枷原本應用於農業社會中，用以擊打堆於禾場上的稻穀，時至今日，枷依然有人使用。
後來，枷應用於刑罰上，早在周時，枷開始出现在刑罰之中，《周易·噬嗑》一書曾經提到：「何校滅耳」，注解中說：「校，枷也，罪重械其首也。」，當中的何校就是枷項。另外，《晉書·石勒載記》中又說并州刺史東瀛公馬騰於山東捕捉胡人為奴，賣給富賈，以作軍費之用。被捕獲的胡人兩個以枷鎖在一起，當中後趙開國君石勒就在其中。
直至北魏時，枷項成為了官方承認的刑具，但它的製作就未有統一，各地所使用的枷項都未必相同，孝文帝元宏於太和五年（即481年），下詔規定只有犯謀逆大罪而又有真憑實據的才可以施用大枷。宣武帝即位後，在永平元年派尚書令高肇、尚書僕射清河王元懌等人檢查全國的大枷，並頒發聖旨，明文規定大枷的大小、重量和厚度，大枷要「長一丈三尺，喉下長三丈，通頰木各方五寸」，各地方不符合規格的都要燒燬。

在大枷有了規定之後，及後的高氏皇朝和宇文氏都採用過枷，史書分別提到：「罪行年者鎖，無鎖以枷。」、「凡死罪枷而拲。」，由此可知，枷開如成為了一項不可缺少的刑具。其後，隋朝仍沿有了枷，到了唐朝，枷更被廣泛使用，枷長六尺至五尺之間（枷長五尺以上，六尺以下），頰長二尺六寸至二尺五寸之間，闊一尺四寸至一尺六寸間，徑頭四寸至三寸內，「病及有保者」無須上枷。
雖然唐室對枷有文明的規條，但在武曌在位之時，她手下的一班酷吏如來俊臣等就發明了不少枷，由最重至最輕都各有名號，包括：「求破家」、「求即死」、「死豬愁」、「反是實」、「實同反」、「失魂膽」、「著即承」、「突地吼」、「喘不來」、「定百脈」合共十個，從名字來看，它們都會令受刑者極為痛苦，而來俊臣就是經常以枷來對付政敵、反對他的朝臣和得到「證供」，與來俊臣同是酷吏的索元禮發明了比十個枷更為利害的刑具，他將受刑者的手加上枷，並於枷板上再加上一磚，稱為「仙人獻果」，又設「玉女登梯」，讓受刑者站在橫木之上，並把受刑者身上的枷反方向的鎖上，令枷較長的一端傾後，受刑者需要更大的力氣去平衡自己和支持枷的重量，這往往都使受刑者消耗過度而死。武則天退位後，手下的酷吏和十個的枷也被瓦解，但及後宦官專政，枷依照是常用的刑具。

五代時，枷被沿用。 宋朝初年，枷分為兩級，一重二十斤，二重二十五斤。及後第三任皇帝趙恆接受了河北路刑獄陳綱的意見，增設十五斤重的枷。
明朝初，朱元璋規定全國的枷以乾木造，長五尺五寸，寬一尺五寸，重量分為三級，最輕的十五斤是用於被杖打的犯人、次級的二十斤用在被判流放和徒刑的犯人、最高級的是三十五斤，是用於死囚身上，又下詔定下地方所用的枷必須由政府的龍江提舉司所出產。
英宗在位時，宦官王振得到英宗信任，正統年間，王振就以一百多斤的枷鎖在得罪他的李時勉、趙琬、金鑒三人身上，皇太后孫氏知道此時後，令英宗立刻釋放三人。成化帝登基後十三年，刑部上奏表示：近年以來，民間私自鑄錢，以致四方「客商聚集收買，奸弊日滋，阻壞錢法」，故此建設朱見深將從事者和知情者以及使用者枷項示衆，發邊衛充軍，憲宗同意，四年後，憲宗下詔：「今後只許歷代並洪武永樂宣德錢每八十文折銀一錢，私造私販者枷項問監。」
劉瑾取得大權時，也常用枷，正德元年，劉瑾不滿給事中安奎與御史張彧的賄款不足，於是以一百五十斤重的枷鍺在二人身上、王時中因得罪劉瑾，又被枷，而彈劾劉瑾的吳獻被他枷鎖，史書記載：「枷重至百五十斤，不數日輒死。」，可知其慘烈之處。
世宗登位後，明白到枷項之苦，下詔天氣炎熱時，枷項之刑可以延期施行，但錦衣衛對此並不理會，嘉靖年間，有位叫劉山東的人向朝廷告發皇親張廷齡有謀反之意，但錦衣衛指揮王佐竭卻反指劉山東誣告張廷齡，被判以大枷枷號三個月後充軍，是中國歷史上最長久的枷項之刑。
神宗時，出現了重三百餘斤的立枷，這種刑具是一種以木製的高長籠子，前長後短，頂部有一個圓孔，受刑者的脖頸會被枷鎖著，受刑者無法將整雙腳平放於刑具底部，只能直立而無法跪坐，使受刑者疲勞過度而死，受刑者不消一天內就會死於立枷之中。
清代，立枷和枷項未被取消，康熙帝就規定了枷的上限重量為七十斤，次級的為六十斤重，長度為三尺，寬度是二尺九寸，並規定各地衙門都要按照刑部的樣本進行立枷之刑。清以後，兩者再無出現。

## 延伸阅读
[在维基数据编辑]
 《欽定古今圖書集成·經濟彙編·祥刑典·枷部》，出自陈梦雷《古今圖書集成》